# Iron Mountain Mine
De Iron Mountain Mine, ook bekend als de Richmond Mine at Iron Mountain, is een mijn ten noordwesten van de stad Redding, in het noorden van de Amerikaanse staat Californië. Tussen de jaren 1860 en 1963 is er ijzer, zilver, goud, koper, zink en pyriet ontgonnen.

## Zuurste water ter wereld
Het water in de mijn is uitzonderlijk zuur en is het zuurste water dat in de natuur wordt aangetroffen. In watermonsters die geologen in 1990 en 1991 genomen hebben, is een (negatieve) pH-waarde van −3,6 gemeten. Het water bevat overigens grote hoeveelheden zink, koper en cadmium. De Iron Mountain Mine is een van de giftigste mijnsites in de Verenigde Staten en staat sinds 1983 op de lijst met vervuilde locaties die onder het Superfund-programma gesaneerd worden. In 1994 werd er een waterzuiveringsinstallatie gebouwd en in 2000 bereikte de overheid een overeenkomst met Aventis CropScience (nu onderdeel van Bayer) voor de schoonmaak op lange termijn.
De mijn bevindt zich in de Klamath Mountains in Shasta County. Het gebied rond de mijn loopt af naar verschillende waterlopen, die het Spring Creek Reservoir voeden en daarna het Keswick Reservoir, een stuwmeer op de Sacramento River. Het Bureau of Reclamation laat op bepaalde momenten zuur mijnwater uit de Iron Mountain Mine in het Keswick Reservoir lopen, maar alleen wanneer er tegelijkertijd ter verdunning water wordt vrijgelaten uit Shasta Lake. Er is echter ook al ongecontroleerd water gelekt, alsook een teveel aan zuur water, wat kan resulteren in schadelijke hoeveelheden zware metalen in de Sacramento. De lage pH-graad en de vervuiling met zware metalen heeft ertoe bijgedragen dat er nagenoeg geen leven is in delen van Slickrock Creek, Boulder Creek en Spring Creek.